# Forgách Balázs
Forgách Balázs (? – ? , 1386. július 25.) királynői pohárnokmester.

## Életrajza
A Hontpázmány nemzetségből származott. Nyitra vármegyében volt birtokos. Pontos születési helye és ideje nem ismert. A Forgách nevet először használó Miklós hasonló nevű, 1361-ig élt fiának a gyermeke volt, aki először Nagy Lajos király nejének, Erzsébet ifjú királynénak az udvarában szolgált, majd 1382-ben annak udvari tisztje lett. 1383-tól kezdve Nagy Lajos király leányának, Mária királynőnek főpohárnokmestere. Garai Miklóshoz csatlakozva főszereplője volt a Kis Károly elleni merényletnek. 1386. február 7-én Forgách Balázs mérte Károlyra a halálos csapást, de a küzdelemben maga is megsebesült. Tettéért a családjától elkobzott nyitrai gímesi várat és uradalmat kapta jutalmul. A királynők kíséretében a Gara vára körüli vérengzésben ölték meg, levágott fejét elküldték Kis Károly özvegyének Nápolyba.

## Szerepe az irodalomban
Szentmihályi Szabó Péter Haláltánc című regénye Forgách Balázs szemével láttatja a magyarországi úri állapotokat Nagy Lajos uralkodásának végén, egészen a főhős haláláig. Alakja szerepel Madách Imre Mária királynő és Székely Csaba Mária országa című drámájában.